# 鱼跃医疗
江苏鱼跃医疗设备股份有限公司（英语：JIANGSU YUYUE MEDICAL EQUIPMENT & SUPPLY CO., LTD.，深交所：002223），简称鱼跃医疗，是总部位于中华人民共和国江苏省镇江市的一家医疗器械生产企业。

## 历史
1998年，吴光明和父亲吴连福创办“江苏鱼跃医疗设备有限公司”，2008年4月18日股票在深圳证券交易所上市。该公司产品涵盖家庭医疗器械、医疗设备、医用耗材、中医器械、手术器械、药用贴膏和高分子辅料等。
2009年，该公司收购苏州医疗用品厂有限公司。2015年，该公司先后收购曾隶属华润集团旗下的華潤醫藥的上械集團、万东医疗，自此华润结束经营医疗器械业务。
2017年，鱼跃医疗收购德国医疗器械公司普美康（Primedic）。

## 争议事件
2018年5月25日，中国证监会通报，该公司董事长吴光明涉嫌内幕交易和短线交易遭警告，没收违法所得919万元，并处以2777万元的罚款。
2022年12月，鱼跃旗下的血氧仪、呼吸机出现涨价现象，鱼跃集团客服回应称“是商家那边自行定价”。另有消费者购买制氧机被召回，鱼跃医疗负责人表示由于公司储运部员工大比例涉阳居家，其他同事临时支援，导致部分制氧机型号错发。12月29日，丹阳市市场监督管理局工作人员表示已经接到相关情况，正着手调查。2023年2月1日，国家企业信用信息公示系统（江苏）披露鱼跃医疗因哄抬血氧仪价格被罚款270万元。

## 外部連結
- 江苏鱼跃医疗设备股份有限公司 （页面存档备份，存于）